# Зелёный цвет
Зелёный цвет — один из трёх наряду с красным и синим основной цвет в системе RGB. Зелёным считают цвет видимого электромагнитного излучения (света) с длинами волн, лежащими в диапазоне приблизительно 510—550 нм. В системе CMYK в полиграфии зелёный цвет получается при смешении жёлтого и сине-зелёного (циана).

## Распространённые названияоттенков
| Название    | RGB, HEX               | пример |
| Лайм        | (191,255,0), #BFFF00   |        |
| Салатовый   | (153,255,153), #99FF99 |        |
| Стандартный | (51,102,0), #336600    |        |
| Бирюзовый   | (48,214,200), #30D5C8  |        |
| Аквамарин   | (121,248,248), #79F8F8 |        |
| Изумрудный  | (80,200,120), #50C878  |        |
| Оливковый   | (128,128,0), #808000   |        |
| Фисташковый | (190,245,116), #BEF574 |        |
| Шартрёз     | (127, 255, 0), #7FFF00 |        |

## В природе

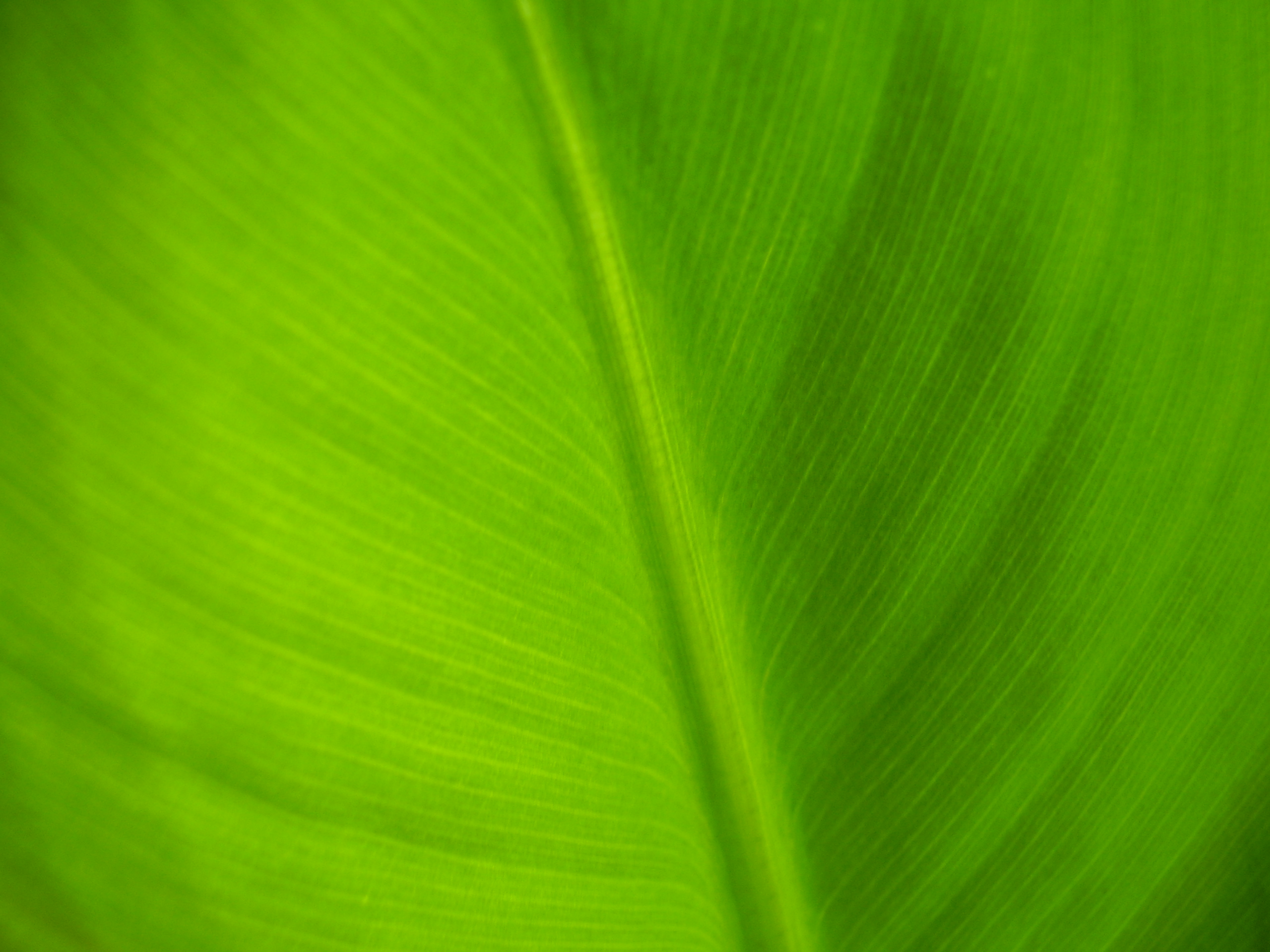
Цвет зелёных растений является для человека естественным эталоном зелени

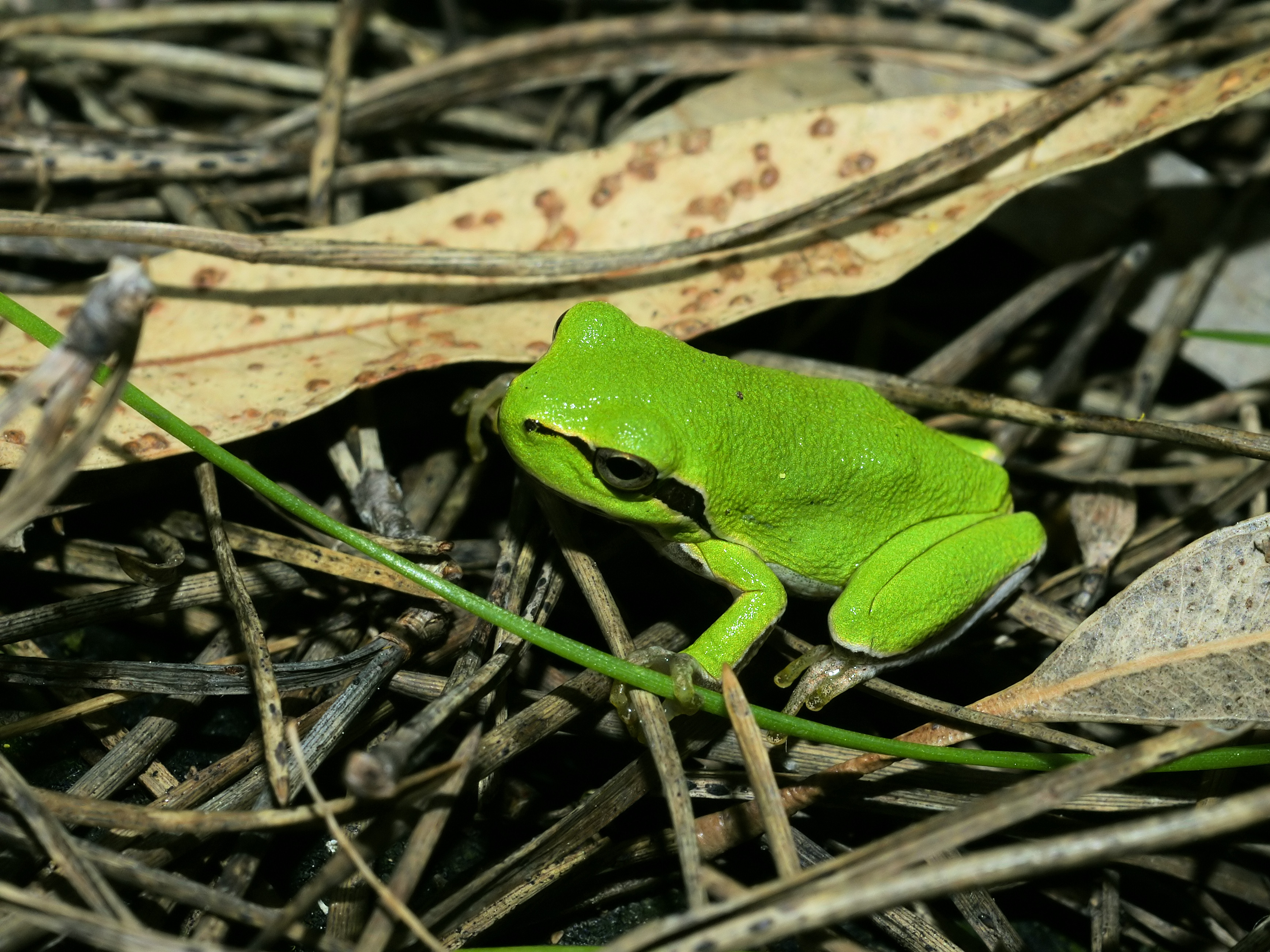
Квакша зелёного цвета

Широко распространён в живой природе. Большинство растений имеет зелёный цвет, так как они содержат пигмент фотосинтеза — хлорофилл (хлорофилл поглощает большую долю красных лучей из солнечного спектра, оставляя для восприятия отражённый и отфильтрованный зелёный цвет). Животные с зелёным окрасом используют его для маскировки на фоне растений.
- Зелёный луч — оптическое явление в атмосфере.

### Минералы
Минералы, имеющие зелёную окраску, относительно редки. Наиболее часто их цвет связан с примесями элементов-хромофоров: хрома (III), железа (II), никеля (II), меди (II) и некоторых других.
Среди зелёных минералов можно отметить изумруд — окрашенную хромом разновидность берилла, оливково-зелёный перидот — ювелирный оливин, малахит, хромдиопсид, зелёный гранат уваровит, называемый также демантоид (подобный бриллианту) за красивую игру цвета в ограненном камне, диоптаз. Сине-зелёный калиевый полевой шпат называется амазонитом.

## В технике, полиграфии, промышленности
Зелёный как сигнальный цвет — признак безопасности, дозволенности действия, движения (светофор и др.).

### Зелёные пищевые красители, E**
- Тартразин

### Природные пигменты и естественные эталоны
- Оксид хрома(III)
- Малахитовая зелень
- Хлорофиллы
- Лиственная зелень (художественный пигмент)
- Эмиссионный спектр ионов бария Ba2+

## Зелёный оттенок других цветов
В русском языке для обозначения цветов, в которых в различной степени присутствует зелёный оттенок, используются сложные слова с первой составной частью иззелена-:223, зелёно-. Например, иззелена-синий, зелёно-серый:130.

### Названия оттенков

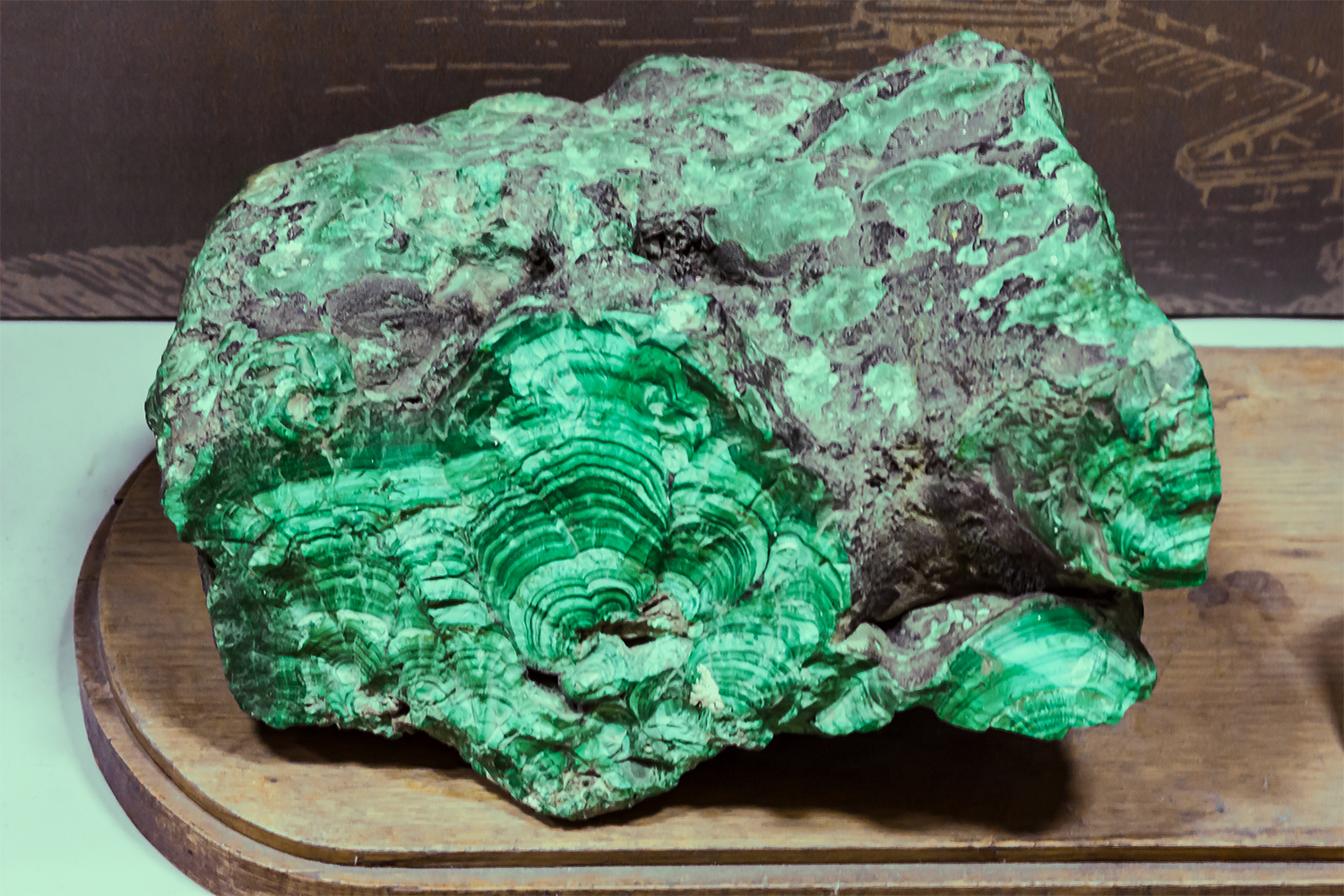
Малахит

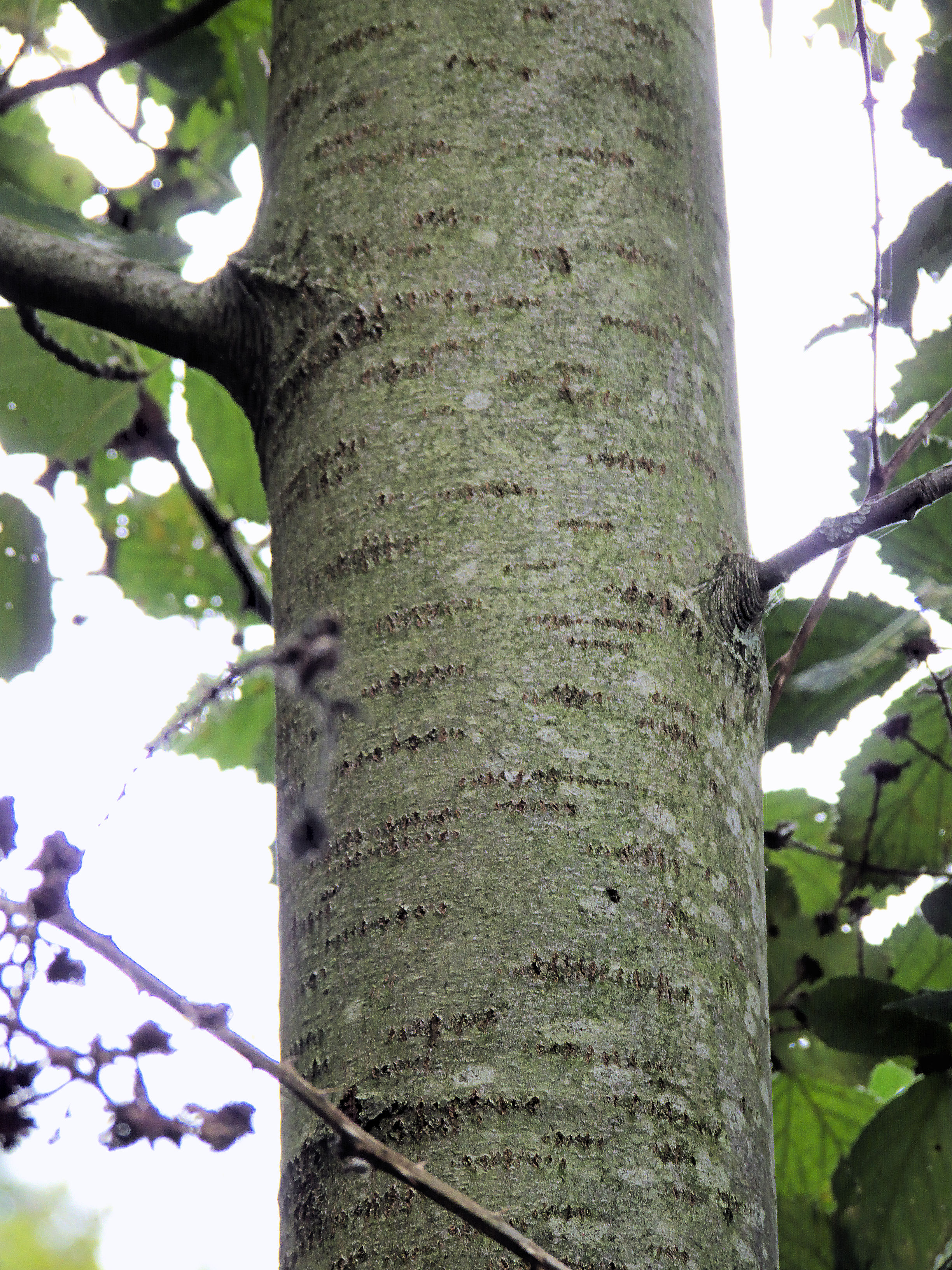
Ствол осины

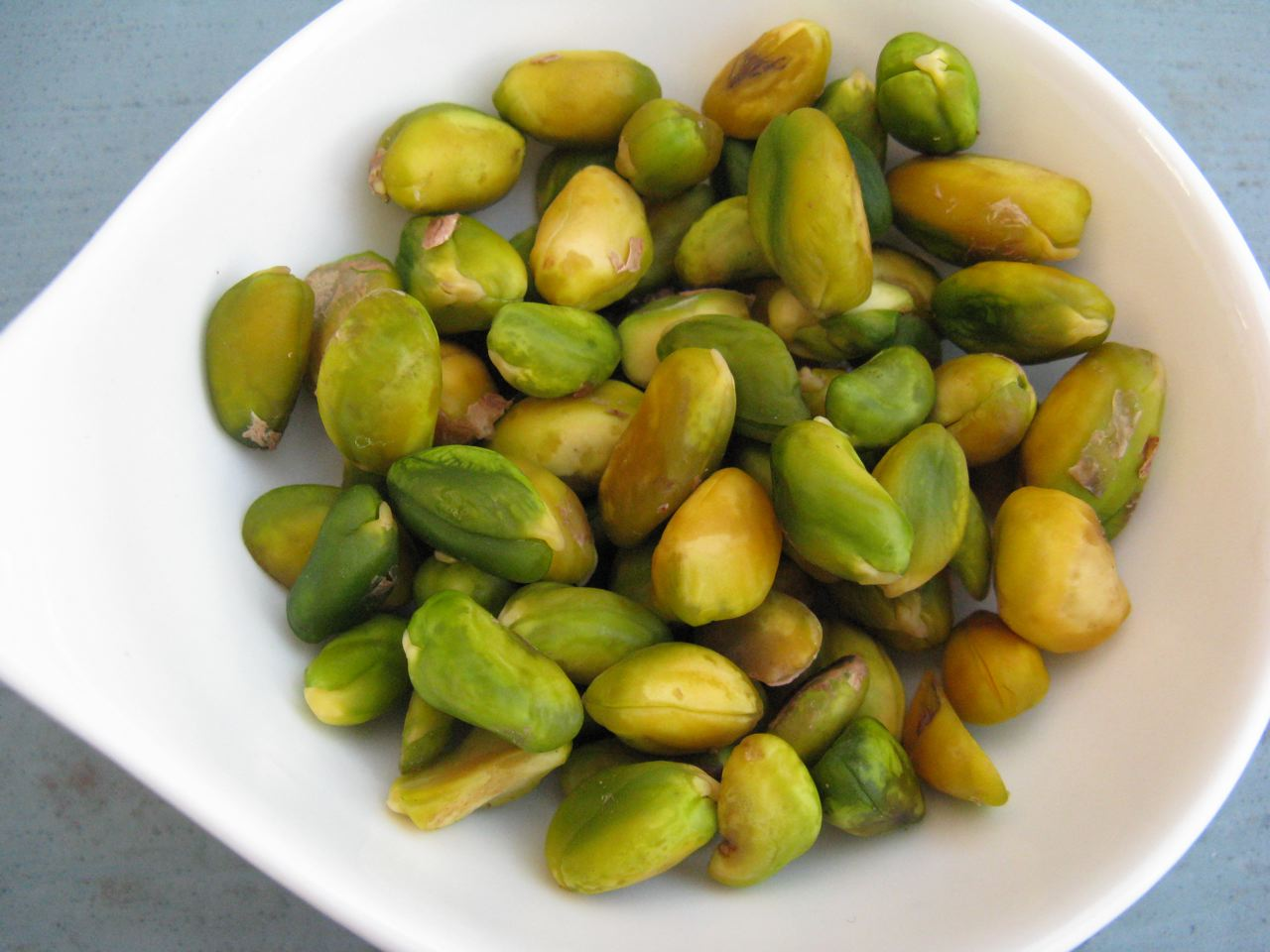
Фисташка

- Бильярдного (биллиардного) сукна — ядовито-зелёный (см. бильярд).
- Бирюзовый — от светло-зелёного с голубизной до голубовато-синего; цвет минералов бирюза и хризоколла.
- Брусничный — когда-то означал зелёный (по цвету листа брусники), а сейчас это один из оттенков красного: цвет спелых ягод брусники, светло-красный, густо-розовый.
- Вердепомовый — светло-зелёный; цвет незрелых яблок (фр. pomme; яблоко).
- Вердепешевый — жёлтый или розовый оттенок зелёного.
- Вердигри — серовато-зелёный (от фр. vert-de-gris).
- Гелиотроповый — цвета гелиотропа, тёмно-зелёный с пятнами красного или жёлтого цвета.
- Гороховый — серо-, зеленовато- или грязно-жёлтый. Во второй половине XIX века фразеологизмы «гороховая шинель» или «гороховое пальто» воспринимались как знак причастности к сыскному отделению, стали символом осведомителя[источник не указан 1766 дней].
- Гусиного помёта (мердуа) — жёлто-зелёный с коричневым отливом (от фр. merdoie; merde d’oie; гусиный помёт).
- Драконьей зелени — очень тёмный зелёный.
- Еловый — тёмно-зелёный цвет с голубовато-зелёным оттенком.
- Зеленобагровый, зеленобурый — смесь зелёного и багрового, зелёного и бурого.
- Изумрудный — цвета изумруда.
- Лайм — насыщенный жёлтовато-зелёный, тёмный салатовый, цвет лайма.
- Лесная зелень — тёмно-зелёный, цвет хвойных.
- Лягушки в обмороке — светлый серо-зелёный.
- Малахит муравленый — характеристика гончарного изделия, например, горшка, покрытого глазурью, обычно зеленоватый.
- Малахитовый — цвет малахита.
- Муравчатый — неоднородный травяной, мелкокрапчатый.
- Мурамный, муаровый — травянисто-зелёный.
- Оливковый — тёмный жёлтовато-зелёный, цвет оливок.
- Осиновый — бледно-зелёный с сероватым оттенком, цвет ствола осины (см. осина).
- Папоротниковый — неяркий зелёный, цвет папоротника.
- Салатовый — светло-, ярко- жёлто-зелёный.
- Селадоновый — серовато-зелёный (см. селадон).
- Сине-зелёный (цвет морской волны).
- Тёмно-бирюзовый — тёмный сине-зелёный, тёмный бирюзовый.
- Травяной — насыщенно-зелёный, цвет травы.
- Фисташковый — грязновато-светло-зелёный, цвет ядра фисташек[4].
- Тёмный хаки — зелёно-коричневый.
- Шартрёз — светлый жёлто-зелёный, по одноимённому ликёру.
- Ярь-медянка — зелёная краска, получаемая путём окисления меди[5].